# Entre Rios do Sul
Entre Rios do Sul là một đô thị thuộc bang Rio Grande do Sul, Brasil. Đô thị này có diện tích 120,444 km², dân số năm 2007 là 3101 người, mật độ 25,75 người/km².